# Elsa Koditschek
Elsa Koditschek geb. Schleifer (29. Februar 1884 in Steyr – 29. März 1961 in der Schweiz) war eine österreichische Überlebende der Shoa, die sich während des NS-Regimes in Wien versteckte. Sie war Besitzerin des Gemäldes Dämmernde Stadt von Egon Schiele.

## Leben
Elsa Schleifer war ein Einzelkind. Über ihren Lebensweg ist nur wenig bekannt. Ihre Eltern waren Rafael Schleifer und Therese, geb. Gans. Sie heiratete den bei der k. k. privilegierten Österreichischen Credit-Anstalt für Handel und Gewerbe angestellten Bankier Siegfried Koditschek, mit dem sie die Kinder Paul (geb. 1911) und Hedy (geb. 1913) hatte. Im Jahr 1911 starb ihr Vater.

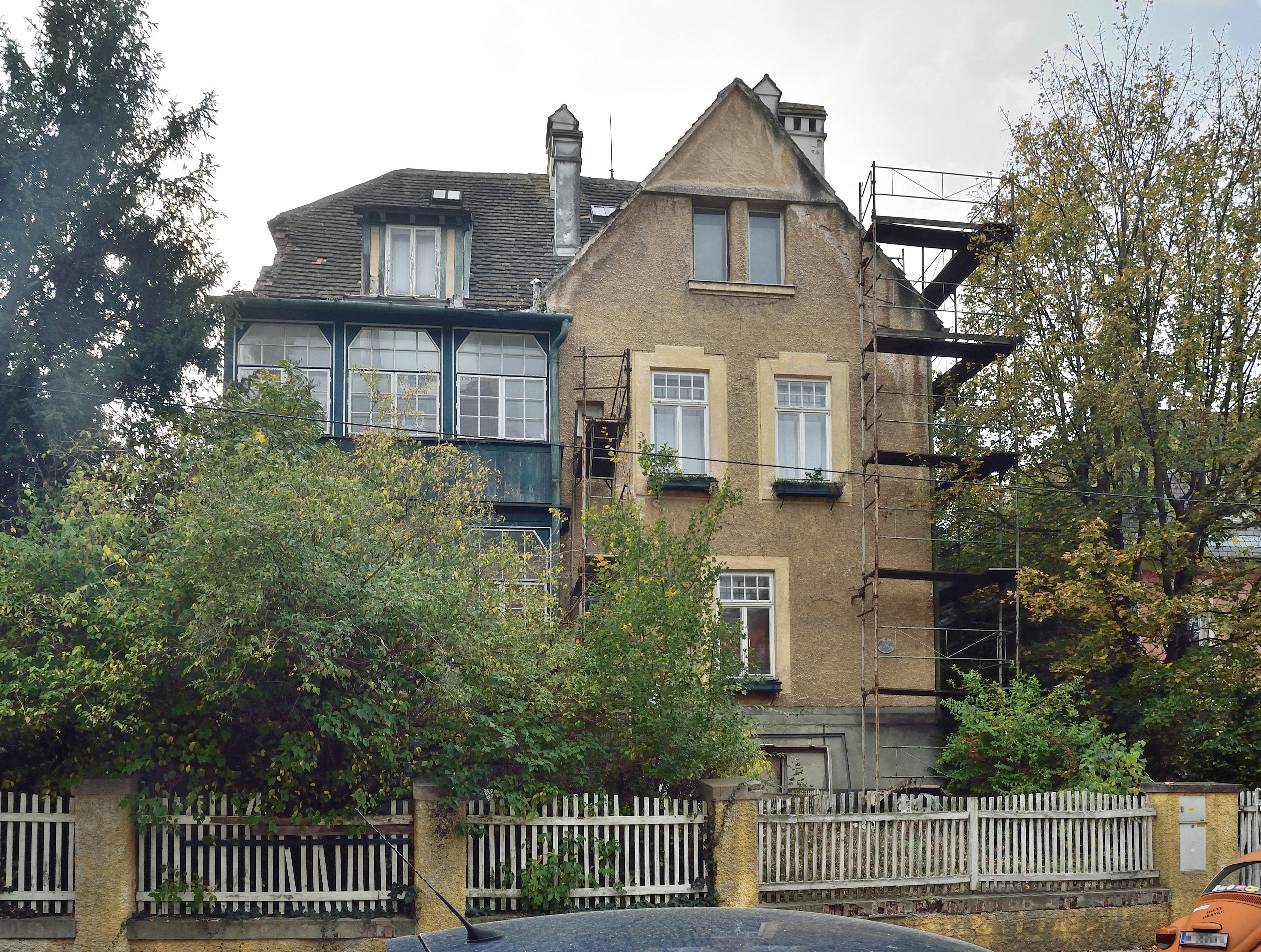
Villa in der Erzbischofgasse

Im selben Jahr ließ ihr Ehemann eine dreistöckige Villa in der Erzbischofgasse in Hietzing für die Familie errichten. Im August 1925 starb ihr Ehemann im Alter von 48 Jahren. Elsa Koditschek erzog und versorgte mit Hilfe ihrer Mutter die beiden Kinder und ermöglichte ihnen ein Studium.
Elsa Koditschek interessierte sich für Kunst. Im Herbst 1928 besuchte sie die Gedächtnisausstellung anlässlich des zehnten Todestages von Egon Schiele. Sie war von dessen Gemälde Dämmernde Stadt begeistert, kaufte es und ließ es im Speisezimmer ihrer Villa aufhängen. Dort hing es noch zumindest bis 1939.
Nach der Annexion Österreichs durch Hitler-Deutschland im März 1938 flüchteten ihre Kinder aus Österreich. Paul, inzwischen Anwalt, ging in die USA, Hedy in die Schweiz. Elsa Koditschek blieb in Wien, denn sie wollte ihrer inzwischen 84-jährigen Mutter die Strapazen einer Flucht nicht zumuten. Das Vermögen der Familie war längst verbraucht, für den kargen Lebensunterhalt mussten Zimmer vermietet werden. Sie gewährte auch Freunden Unterschlupf. Eine ihrer Mieterinnen war Sylvia Kosminski, bald „Tante Sylvia“ genannt, die in der Bel étage eingezogen war. Im August 1940 erhielt Elsa Koditschek die amtliche Anordnung, ihre Wohnung im Untergeschoss der Villa binnen 14 Tagen zu räumen. Ihre Mutter musste in der Folge in ein Altersheim der Israelitischen Kultusgemeinde übersiedeln. Elsa Koditschek selbst blieb ein Kabinett, das sie als Untermieterin ihrer bisherigen Mieterin Kosminski nutzte. Die Villa der Koditscheks wurde schließlich von SS-Scharführer Herbert Gerbing und dessen Familie bezogen, einem langjährigen NSDAP-Mitglied, Mitarbeiter von Adolf Eichmanns Zentralstelle für jüdische Auswanderung in Wien. Ihre Mutter starb zehn Tage nach der Übersiedlung in das Heim, sie selbst wurde, wenn der SS-Scharführer Gerbing ein Anliegen die Villa betreffend hatte, ins Palais Albert Rothschild beordert, dem Sitz der Dienststelle Gerbings.
Als sie im Oktober 1941 eine Aufforderung zur „Übersiedlung“ nach Litzmannstadt bekam, ersuchte sie Gerbing um Aufschub. Dieser schilderte ihr die Lebensumstände im dortigen Ghetto „in den rosigsten Tönen“ und lehnte den Antrag ab. Daraufhin tauchte sie auf den Rat von Freunden in die Illegalität unter. Sie fand vorerst bei einem befreundeten Ehepaar Unterschlupf. Eineinhalb Jahre lang konnte sie diese Wohnung kaum verlassen, wenige Spaziergänge waren nur in den frühen Morgenstunden möglich.
Trotz aller Vorsichtsmaßnahmen wurde sie verraten. Nur mit Mut und einigem Glück konnte sie am 25. Juni 1943 bei der Hausdurchsuchung einer Verhaftung entkommen. Die Freundin, die ihr Unterschlupf gewährt hatte, wurde verhaftet und in das Konzentrationslager Ravensbrück deportiert. Sie konnte das NS-Regime überleben.
Elsa Koditschek überlebte ebenfalls. Sie kehrte heimlich in die Villa in der Erzbischofgasse zurück, beherbergt von Sylvia Kosminski, die inzwischen Schieles Gemälde, das Mikroskop ihres Sohnes und andere Wertsachen an Unbekannte veräußert hatte. Die Gestapo suchte nach Elsa Koditschek, kam aber nicht auf den Gedanken, dass sie sich im eigenen Hause versteckt haben könnte. Das ganze Jahr 1944 verbrachte sie als unbezahlte Haushaltsgehilfin ihrer früheren Mieterin, nur einen Stock über einem SS-Mann lebend. Herbert Gerbing war in der Zeit nur selten in Wien, da er mit den Deportationen von Juden aus der Slowakei, Griechenland und Frankreich beauftragt war. Die Gefahr verminderte sich, als am Ostermontag 1944 Gerbings Frau mit den Kindern fluchtartig die Stadt verließ.
Doch nunmehr musste Elsa Koditschek in ihrem Versteck die Luftangriffe auf Wien fürchten, die von März 1944 bis März 1945 insgesamt neuntausend Bewohnern Wiens das Leben kosteten. Sie selbst konnte in keinen Bunker flüchten, weil sie dort von Nachbarn als Jüdin erkannt worden wäre. Elsa Koditschek überlebte das NS-Regime. Sie verließ in der Nachkriegszeit das zerstörte Wien und zog zu ihrer Tochter in die Schweiz. Ihr Schiele-Bild sah sie nie wieder. Sie starb 1961. Ihre Retterin und Freundin Sylvia Kosminski überlebte sie.
Die Bestattung von Elsa Koditschek erfolgte am 5. Juni 1961 im Urnenhain der Feuerhalle Simmering. Die Urne steht dort neben der ihres Ehemannes in der Abteilung 1, Ring 2, Gruppe 6, Nummer 12. Das Grabnutzungsrecht besteht auf Friedhofsdauer.

## Dämmernde Stadt

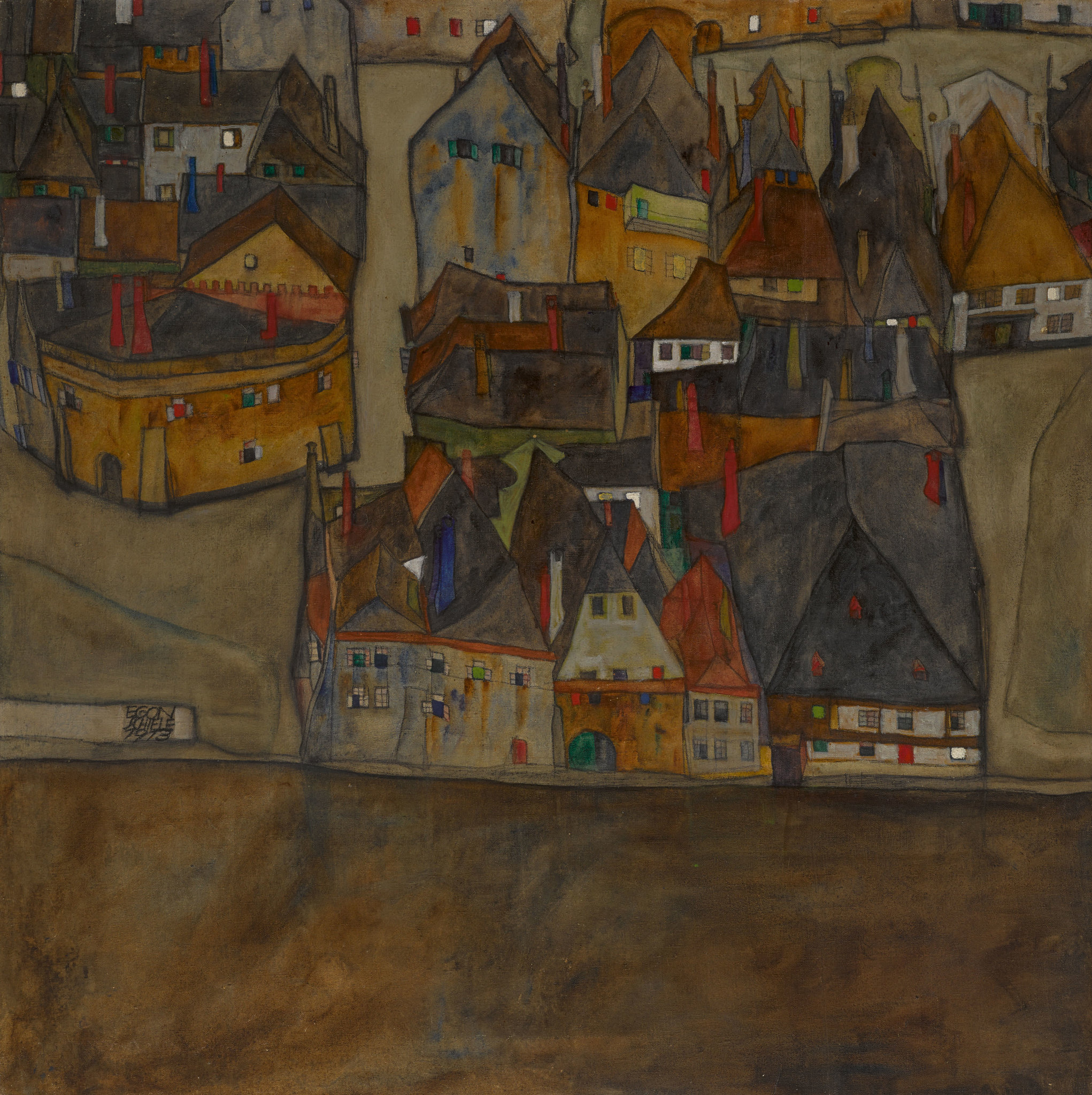
Dämmernde Stadt von Egon Schiele

Egon Schiele malte die Dämmernde Stadt, auch Die kleine Stadt II genannt, im Jahr 1913. Es wurde im September 1950 im Wiener Dorotheum vom bekannten Schiele-Sammler Viktor Fogarassy (1897–1977) rechtmäßig und guten Glaubens ersteigert und befand sich schließlich im Besitz seiner Erben. Im Zuge einer Privatrestitution gelangt das Gemälde am 12. November 2018 bei Sotheby’s in New York zur Versteigerung. Eine Vereinbarung sieht vor, den absehbar hohen Erlös zwischen den Erben nach Elsa Koditschek und nach Viktor Fogarassy aufzuteilen.